# 哈斯 (阿爾巴尼亞)
哈斯，是阿爾巴尼亞东北部庫克斯州的一个市镇。东北面與科索沃接壤。该市镇包括4个行政分区，行政中心为克魯馬镇。市镇面積为400平方公里，2011年人口数量为16,790人。